# Gyna gloriosa
Gyna gloriosa es una especie de cucaracha del género Gyna, familia Blaberidae.

## Distribución
Esta especie se encuentra en Sierra Leona, Ghana, Camerún, Gabón, República Democrática del Congo y Angola.